# ピオッツォ
ピオッツォ（伊: Piozzo）は、イタリア共和国ピエモンテ州クーネオ県にある、人口約1,000人の基礎自治体（コムーネ）。

## 地理

### 位置・広がり
| 隣接するコムーネは以下の通り。 - ベーネ・ヴァジエンナ - カッル - ファリリアーノ - レークイオ・ターナロ |

#### 地震分類
イタリアの地震リスク階級 (it) では、4 に分類される
。